# Harald Berg
Harald Johan Berg (ur. 9 listopada 1941 w Bodø) – norweski piłkarz występujący na pozycji pomocnika. Trener piłkarski. Jego brat Knut Berg, a także synowie Ørjan Berg, Runar Berg i Arild Berg, także są piłkarzami. 

## Kariera klubowa
Berg karierę rozpoczynał w 1958 roku w trzecioligowym zespole FK Bodø/Glimt. W 1965 roku przeszedł do pierwszoligowego Lyn Fotball. W sezonie 1965 z 18 bramkami na koncie został królem strzelców pierwszej ligi norweskiej. W sezonie 1967 wraz z Lyn zdobył Puchar Norwegii, a w sezonie 1968 Puchar Norwegii oraz mistrzostwo Norwegii.
W 1969 roku przeszedł do holenderskiego ADO Den Haag. W sezonie 1970/1971 zajął z nim 3. miejsce w Eredivisie. Od następnego ADO występowało pod nazwą FC Den Haag. Jego graczem Berg był do końca sezonu 1972/1973. Potem wrócił do FK Bodø/Glimt, grającego już w drugiej lidze. W sezonie 1976 awansował z nim do pierwszej, a w sezonie 1977 wywalczył wicemistrzostwo Norwegii. W 1980 roku Berg spadł z zespołem do drugiej ligi, a w 1981 roku zakończył karierę.

## Kariera reprezentacyjna
W reprezentacji Norwegii Berg zadebiutował 1 lipca 1964 w wygranym 3:2 towarzyskim meczu ze Szwajcarią. 20 sierpnia 1964 w wygranym 2:0 towarzyskim pojedynku z Finlandią strzelił pierwszego gola w kadrze. W latach 1964–1974 w drużynie narodowej rozegrał 43 spotkania i zdobył 12 bramek.